# Кырцан, Георге
Бодя Георге Кырцан (рум. Badea Gheorghe Cârțan, 24 января 1849, Картишоара, Австрийская империя — 7 августа 1911, Синая, Румыния) — румынский пастух, борец за независимость румын из Трансильвании, раздавал румынские книги, которые он тайно вывозил из Румынии в трансильванские деревни. В общей сложности он переправил около 200 000 книг для учеников, священников, учителей и крестьян; он использовал несколько маршрутов, чтобы пройти через горы Фэгэраш.

## Биография
Он родился в Кырцишоаре, ныне округ Сибиу, Бодя — второй ребенок бедных крестьян (Николае и Людовицы), которые были бывшими крепостными, и он провел свое детство, ухаживая за овцами на краю своей деревни. Он стал главой своей семьи 2 октября 1865 года из-за смерти отца.
Кырцан впервые пересек горы в старом румынском Королевстве со своими овцами и другом в возрасте 18 лет, и именно в это время он начал проявлять большой интерес к румынскому национальному единству. В 1877 году он отправился добровольцем в румынскую армию, когда шла война за независимость, прослужив до 1881 года. В 1895 году он посетил Вац и Сегед, где общался с заключенными румынами, в том числе подписавших Трансильванский меморандум. Сам Бодя Кырцан был арестован дважды: один раз, потому что он попросил императора-короля Франца Иосифа в Вене о самоопределении Трансильвании, и один раз, потому что он попросил у властей разрешения продать румынские книги.
Кырцан посетил Рим. Это было пешее путешествие, которое длилось 45 дней. Там он сказал: «Bine te-am găsit, maica Roma» («Рад познакомиться с вами, мать Рим»). Он хотел увидеть колонну Траяна своими глазами, а также другие свидетельства латинского происхождения румынского народа. Насыпав румынскую землю и пшеницу у основания колонны, он завернулся в крестьянское пальто и заснул у основания колонны. На следующий день его разбудил полицейский, который в изумлении закричал: «с колонны упал дакиец!», так как Кырцан был одет просто. Затем румынский представитель в Италии, показал ему город, и представил его важным личностям. Эта поездка в январе-феврале 1896 года была лишь одним из трех визитов в Рим; в последний раз, в октябре 1899 года, по случаю заседания Международного конгресса востоковедов, он возложил венок к подножию колонны.
Кырцан также побывал во Франции, Испании, Бельгии, Швейцарии, Германии, Египта и в Иерусалиме.
Он был похоронен в городе Синая, на земле, принадлежащей независимое Румынии. На каменном кресте, возле его могилы начертана фраза: «Здесь лежит Бодя Кырцан, мечтающий о единстве своего народа».